# Rhone Glacier
Rhone Glacier är en glaciär i Antarktis. Den ligger i Östantarktis. Nya Zeeland gör anspråk på området. Rhone Glacier ligger 1 485 meter över havet.
Terrängen runt Rhone Glacier är kuperad åt nordväst, men åt sydost är den bergig. Trakten är obefolkad. Det finns inga samhällen i närheten. 